# Gran Premi de Las Vegas del 1981
Resultats del Gran Premi de Las Vegas de Fórmula 1 de la temporada 1981, disputat al circuit de Las Vegas, que estava situat al pàrquing de l'hotel Caesar's Palace de la ciutat de Las Vegas el 17 d'octubre de 1981.

## Resultats
| Pos | No | Pilot                      | Equip             | Voltes | Temps/ Retirada  | Pos. de sortida | Punts |
| --- | -- | -------------------------- | ----------------- | ------ | ---------------- | --------------- | ----- |
| 1   | 1  | Alan Jones                 | Williams - Ford   | 75     | 1h 44' 09. 0     | 2               | 9     |
| 2   | 15 | Alain Prost                | Renault           | 75     | + 20.048 s       | 5               | 6     |
| 3   | 23 | Bruno Giacomelli           | Alfa Romeo        | 75     | + 20.428 s       | 8               | 4     |
| 4   | 12 | Nigel Mansell              | Lotus - Ford      | 75     | + 47.473 s       | 9               | 3     |
| 5   | 5  | Nelson Piquet              | Brabham - Ford    | 75     | + 1' 16.438 min. | 4               | 2     |
| 6   | 26 | Jacques Laffite            | Ligier - Matra    | 75     | + 1' 18.175 min. | 12              | 1     |
| 7   | 7  | John Watson                | McLaren - Ford    | 75     | + 1' 18.497 min. | 6               |       |
| 8   | 2  | Carlos Reutemann           | Williams - Ford   | 74     | + 1 Volta        | 1               |       |
| 9   | 28 | Didier Pironi              | Ferrari           | 73     | + 2 Voltes       | 18              |       |
| 10  | 20 | Keke Rosberg               | Fittipaldi - Ford |        | + 2 Voltes       |                 |       |
| 11  | 29 | Riccardo Patrese           | Arrows - Ford     |        | + 4 Voltes       |                 |       |
| 12  | 8  | Andrea de Cesaris          | McLaren - Ford    |        | + 6 Voltes       |                 |       |
| 13  | 4  | Michele Alboreto           | Tyrrell - Ford    |        | Motor            |                 |       |
| NC  | 14 | Eliseo Salazar             | Ensign - Ford     |        | No classificat   |                 |       |
| Ret | 36 | Derek Warwick              | Toleman - Hart    |        | Caixa            |                 |       |
| Ret | 22 | Mario Andretti             | Alfa Romeo        |        | Suspensions      |                 |       |
| DSC | 27 | Gilles Villeneuve          | Ferrari           |        | Desqualificat    |                 |       |
| Ret | 6  | Hector Rebaque             | Brabham - Ford    |        | Probl. mecànics  |                 |       |
| Ret | 33 | Marc Surer                 | Theodore - Ford   |        | Suspensions      |                 |       |
| Ret | 3  | Eddie Cheever              | Tyrrell - Ford    |        | Motor            |                 |       |
| Ret | 16 | René Arnoux                | Renault           |        | Probl. elèctrics |                 |       |
| Ret | 25 | Patrick Tambay             | Ligier - Matra    |        | Accident         |                 |       |
| Ret | 11 | Elio de Angelis            | Lotus - Ford      |        | Pèrdua d'aigua   |                 |       |
| Ret | 32 | Jean Pierre Jarier         | Osella-Ford       |        | Transmissió      |                 |       |
| NVC | 9  | Slim Borgudd               | ATS - Ford        |        |                  |                 |       |
| NVC | 21 | Chico Serra                | Fittipaldi - Ford |        |                  |                 |       |
| NVC | 17 | Derek Daly                 | March - Ford      |        |                  |                 |       |
| NVC | 30 | Jacques Villeneuve (oncle) | Arrows - Ford     |        |                  |                 |       |
| NVC | 35 | Brian Henton               | Toleman - Hart    |        |                  |                 |       |
| NVC | 31 | Beppe Gabbiani             | Osella - Ford     |        |                  |                 |       |

## Altres
- Pole :  Carlos Reutemann 1' 17. 821

- Volta ràpida: Didier Pironi 1' 20. 156 (a la volta 49)